# Günther Krause
Pour les articles homonymes, voir Krause.
Gunther Krause, né le 13 septembre 1953 à Halle-sur-Saale, est un homme politique allemand membre de l'Union chrétienne-démocrate d'Allemagne (CDU).
En sa qualité de secrétaire d'État parlementaire auprès de Lothar de Maizière, il joue un rôle de premier plan dans les négociations pour la réunification allemande de 1990, à la suite de laquelle il est nommé ministre fédéral avec attributions spéciales par Helmut Kohl. L'année suivante, il devient ministre fédéral des Transports, un poste dont il est contraint de démissionner en 1993 après la révélation de certaines affaires le concernant. Il échoue en 1996 à conquérir la mairie de Rostock.

## Éléments personnels

### Formation et carrière
Il passe son Abitur en 1972 puis accomplit pendant deux ans son service militaire dans la Nationale Volksarmee, avant d'intégrer l'école d'architecture et des travaux publics de Weimar en 1974, où il obtient en 1978 son diplôme d'ingénieur.
Il travaille d'abord dans un kombinat chargé de la construction de logements à Rostock entre 1978 et 1982, et part ensuite enseigner à l'école supérieure de Wismar jusqu'en 1990. Il obtient un doctorat d'ingénieur en 1984, puis une habilitation à diriger des recherches trois ans plus tard.
Professeur honoraire de l'école de Wismar depuis 1990, il est aujourd'hui entrepreneur indépendant.

### Vie privée
Il vit aujourd'hui à Admannshagen-Bargeshagen, en Mecklembourg-Poméranie-Occidentale, avec sa seconde femme, Heike Krause-Augustin, qu'il a épousée en 2004. Il est en outre père de deux enfants et quatre fois grand-père.

## Activité politique

### Vie militante
En 1975, il adhère à l'Union chrétienne-démocrate d'Allemagne de l'Est (CDU DDR), alors parti satellite du Parti socialiste unifié d'Allemagne (SED), dont il est élu en 1987 président dans la ville-arrondissement de Bad Doberan. Il prend la tête de la fédération du district du Mecklembourg deux ans plus tard, puis, après la fusion avec la CDU ouest-allemande, de la fédération du Land de Mecklembourg-Poméranie-Occidentale, à la suite de sa reconstitution, entre 1990 et 1993.

### Un artisan de la réunification
Il est élu député à la Chambre du peuple d'Allemagne de l'Est lors des premières élections libres du 18 mars 1990, et se fait élire président du groupe CDU/DA, qui dispose de 167 députés, soit 42 % des sièges. Il devient dans le même temps secrétaire d'État parlementaire auprès du ministre-président, Lothar de Maizière. À ce poste, il est l'un des principaux négociateurs du traité d'unification avec le ministre fédéral ouest-allemand Wolfgang Schäuble, traité signé le 31 août.

### Ministre fédéral
Il entre au Bundestag le 3 octobre suivant, avec 143 autres membres de la Chambre du peuple, en tant que délégué de l'ex-RDA. Ce même jour, il est nommé ministre fédéral avec attributions spéciales dans la coalition noire-jaune d'Helmut Kohl. Élu député fédéral de Mecklembourg-Poméranie-Occidentale lors des élections fédérales de décembre, Günther Krause est désigné le 18 janvier 1991 au poste de ministre fédéral des Transports dans le premier gouvernement de l'Allemagne unifiée.

### Démission et échec
Il démissionne le 6 mai 1993, compromis dans des affaires d'abus de fonds publics, et ne se représente pas aux élections de 1994. En 1996, il se présente sans succès comme candidat à la mairie de Rostock.

### Affaires
Sa démission est provoquée par sa mise en cause dans diverses affaires financières, comme la vente des aires d'autoroute de l'ancienne Allemagne de l'Est, l'emploi d'une chômeuse en tant que femme de ménage, sans la déclarer, ou encore le remboursement, injustifié, de son déménagement par l'État fédéral. Sur ce dernier point, la cour fédérale des comptes n'a cependant rien trouvé d'illégal.
Ayant menti lors de la conclusion d'un contrat en 2001, il a été condamné le 23 décembre 2002 par le tribunal régional de Rostock pour infidélité dans les relations contractuelles, fraude et évasion fiscale, à trois ans et neuf mois de prison. Ce verdict a été partiellement confirmé en 2004 par la cour fédérale, qui a toutefois ordonné un nouveau procès sur la base de nouveaux chefs d'accusation. Il a été de nouveau condamné, le 30 octobre 2007, à quatorze mois de probation, après avoir plaidé coupable de banqueroute et d'abus de confiance envers ses salariés. Il a toutefois fait appel de sa condamnation devant la cour fédérale.